# المستعمرات الوسطى

صورة تمثل موقع المستعمرات الوسطى

المستعمرات الوسطى هي مجموعة فرعية من المستعمرات البريطانية الثلاثة عشر في أمريكا، الواقعة بين مستعمرات نيو إنجلاند والمستعمرات الجنوبية. بالإضافة إلى مستعمرات تشيسابيك، تشكل هذه المنطقة الآن تقريبًا ولايات وسط المحيط الأطلسي.   
كان قسم كبير من المنطقة جزءًا من نيو نذرلاند حتى فرض البريطانيون سيطرتهم عليها. استولى البريطانيون على جزء كبير من المنطقة في حربهم مع الهولنديين حوالي عام 1664، وأصبحت غالبية الأراضي المحتلة مقاطعة نيويورك. منح دوق يورك وملك إنجلترا الآخرين في وقت لاحق ملكية الأرض التي أصبحت مقاطعتي نيوجيرسي وبنسلفانيا. انفصلت مستعمرة ديلاوير لاحقًا عن بنسلفانيا التي أسسها ويليام بن.
تمتعت المستعمرات الوسطى بتربة خصبة، مما سمح للمنطقة بأن تصبح مُصدرًا رئيسيًا للقمح والحبوب الأخرى. كانت صناعات الأخشاب وبناء السفن ناجحة أيضًا في المستعمرات الوسطى بسبب وفرة الغابات، وكانت ولاية بنسلفانيا ناجحة إلى حد ما في صناعات النسيج والحديد. كانت المستعمرات الوسطى أكثر المستعمرات البريطانية تنوعًا من الناحيتين العرقية والدينية في أمريكا الشمالية في ظل وجود مستوطنين من إنجلترا واسكتلندا وأيرلندا وهولندا والولايات الألمانية. كانت الأراضي الزراعية أكثر إنتاجية وأقل تكلفة من اراضي أوروبا. كان من ضمن المستوطنين اللاحقين أعضاء من مختلف الطوائف البروتستانتية، والتي كانت محمية في المستعمرات الوسطى بقوانين حرية الدين المكتوبة. كان هذا التسامح غير معتاد ومتميزًا عما كان سائدًا في المستعمرات البريطانية الأخرى.

## التاريخ
اسكتشف هنري هدسون المستعمرات الوسطى لصالح شركة الهند الشرقية الهولندية في عام 1609، مبحرًا فوق نهر هدسون إلى ما يعرف اليوم باسم ألباني، نيويورك، وعلى طول خليج ديلاوير. اكتشف الهولنديون المنطقة ورسموها في رحلات متعددة بين عامي 1610 و 1616. بُنيت المستوطنات الهولندية الأولى في عام 1613 وظهر اسم نيو نذرلاند على الخرائط منذ العام 1614. أسس الحاكم الثالث لنيو نذرلاند في وقت لاحق وبتمويل سويدي مستعمرة السويد الجديدة في المنطقة المحيطة بخليج ديلاوير في عام 1638. استعاد الهولنديون هذه المنطقة في عام 1655. احتل الإنكليز هذه الأرض من الهولنديين في أكتوبر من العام 1664، في ما اعتبر مقدمة للحرب الأنجليزية الهولندية الثانية. على الرغم من انتهاء الحرب بانتصار هولندي في عام 1667، إلا أن الإنكليز احتفظوا بنيو نذرلاند وأعادوا تسميتها لتصبح نيويورك على اسم شقيق الملك الإنجليزي، دوق يورك، الذي شارك في التحريض على الحرب بهدف تحقيق مكاسب شخصية، وقاد الهجوم على نيو نذرلاند. في عام 1673، استعاد الهولنديون المنطقة لكنهم تخلوا عنها بموجب معاهدة وستمنستر (1674)، ما أنهى الحرب الأنجليزية - الهولندية الثالثة في العام التالي.

## الجغرافيا
تمتعت المستعمرات الوسطى غير المتجمدة جزئيًا بتربة خصبة تختلف اختلافًا كبيرًا عن التربة في مستعمرات نيو إنجلاند القريبة التي كانت صخرية بغالبيتها. بسبب الصادرات الكبيرة للحبوب التي تنتجها هذه هذه التربة، أصبحت المستعمرات تعرف باسم مستعمرات سلة الخبز. أصبحت بنسلفانيا مُصدرًا رئيسيًا للقمح والذرة والجاودار والقنب والكتان، ما جعلها المنتج الغذائي الأساسي في المستعمرات والولايات التابعة لها بين عامي 1725 و 1840. جذبت الأنهار العريضة الصالحة للملاحة من التيار البطيء مثل نهر سسكويهانا ونهر ديلاوير ونهر هدسون أعمالًا متنوعة. تحرك صائدو الفراء على طول هذه الأنهار، وكان هناك دفق مائي كافٍ لتشغيل المطاحن العاملة على المياه.

## اليد العاملة
كانت المستعمرات الوسطى تعاني دائمًا من نقص في اليد العاملة، وكان الحل الأكثر شيوعًا هو الاستعباد القسري للشباب البيض. كان هؤلاء مراهقون من بريطانيا أو ألمانيا رتب لهم آباؤهم العمل مع أسر في المستعمرات حتى يبلغوا 21 عامًا، مقابل مرورهم عبر المحيط. أصبحت غالبيتهم العظمى من المزارعين أو زوجات المزارع. بحلول منتصف القرن الثامن عشر، كان العبيد الأمريكيون من أصل أفريقي يشكلون 12% من سكان نيويورك. كان معظمهم من خدم المنازل في مانهاتن، أو عمال المزارع في العقارات الهولندية.